# バティスタ・フランコ・ヴェネツィアーノ
バティスタ・フランコ・ヴェネツィアーノ（Battista Franco Veneziano）として知られているジョヴァンニ・バティスタ・フランコ（Giovanni Battista Franco、1510年以前に生まれ、1561年没）は、イタリアの画家、版画家である。16世紀半ばにローマ、ウルビーノ、ヴェネツィアで働いた。「イル・セモレイ（il Semolei）」や「バティスタ・フランコ」などとも呼ばれた。

## 略歴
ヴェネツィアで生まれた。ルネサンス期の芸術家の評伝を著したジョルジョ・ヴァザーリによれば、20歳代にローマに移り、ミケランジェロ・ブオナローティ（1475-1564）に学んだ。素描に取り組んだ後、1535年から1536年にローマで描いた作品が残されている。その後フィレンツェに移りコジモ1世・デ・メディチに仕え、ピッティ宮殿にある作品なども描いた。1541年からミケランジェロが『最後の審判』を描いている時期のローマに戻り、ローマのサン・ジョヴァンニ・デコッラート教会（San Giovanni Battista Decollato）の装飾画を描いた。1545年から1551年までウルビーノで働いた。ウルビーノの画家、ジローラモ・ジェンガ（Girolamo Genga: c.1476-1551）とともに、フェデリコ・バロッチ（1535-1612）の師匠の一人であったともされる。
絵画の分野ではミケランジェロの影響を強く受け独創性に乏しいと評価され、版画作品のほうが評価されているとされる。
1554年までにはヴェネツィアに戻り、1561年にヴェネツィアで亡くなった。

## 作品

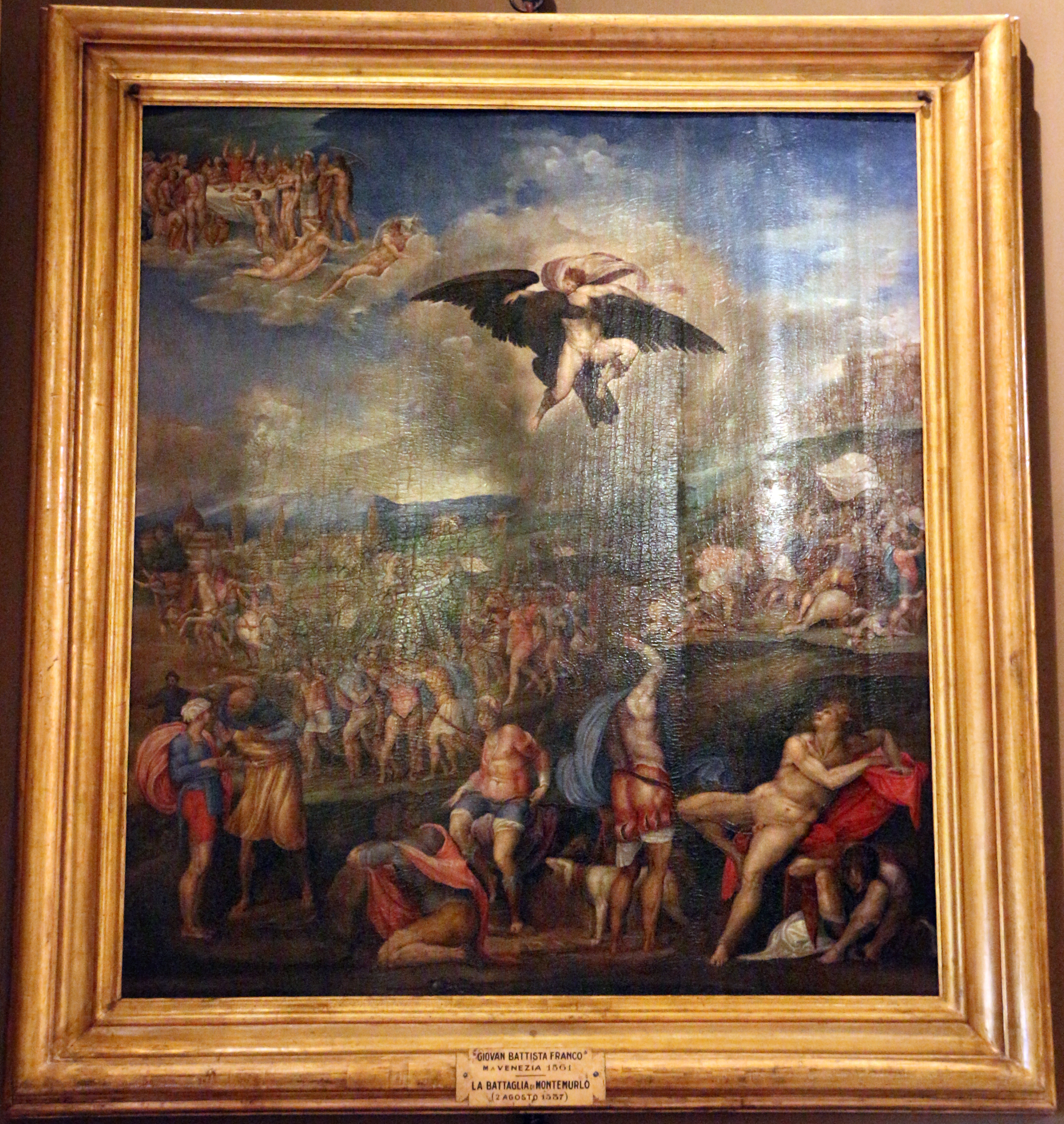
モンテムルロの戦いの寓意画 (1537) ピッティ宮殿
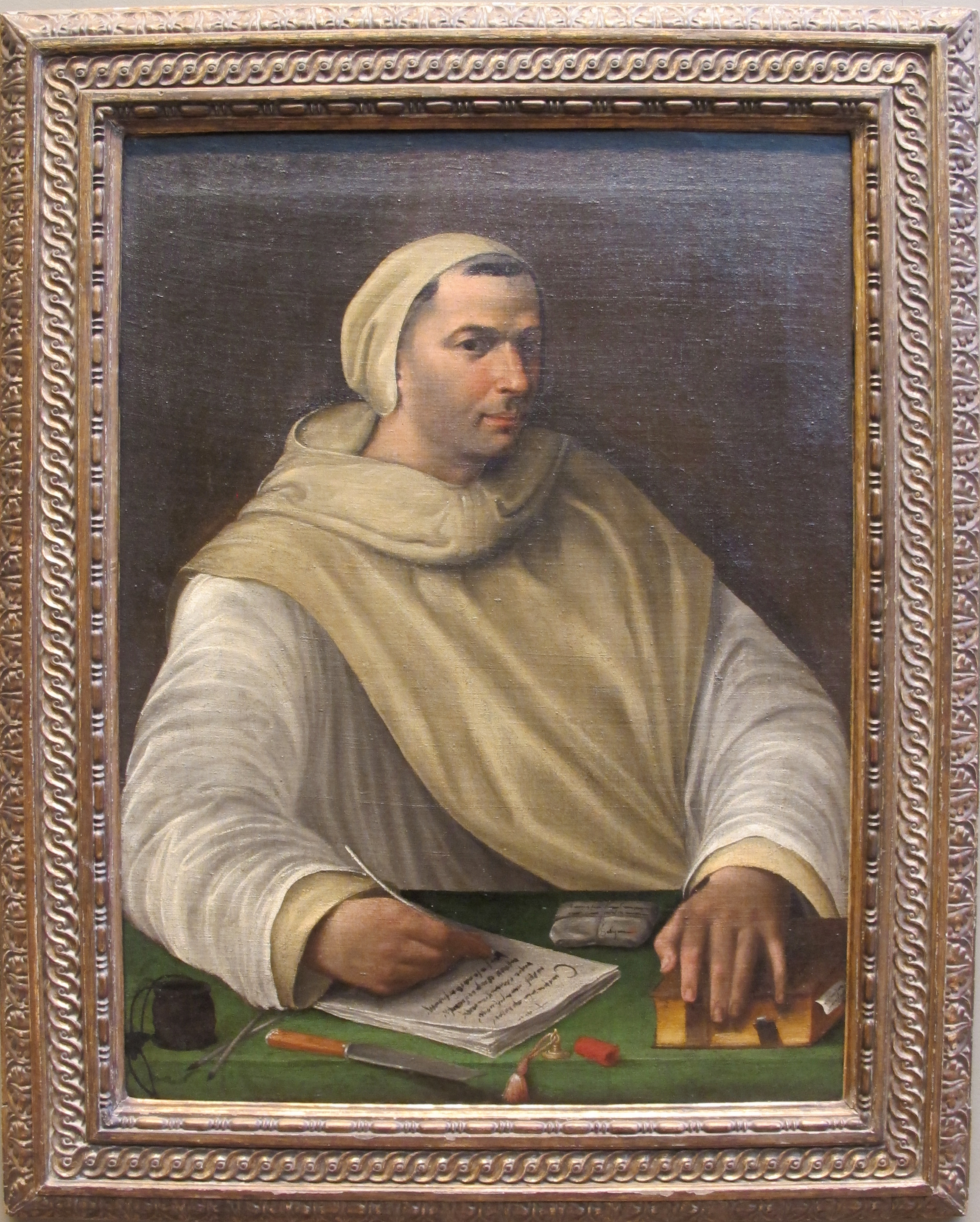
バティスタ・フランコ・ヴェネツィアーノ作とされる肖像画 (1530) メトロポリタン美術館
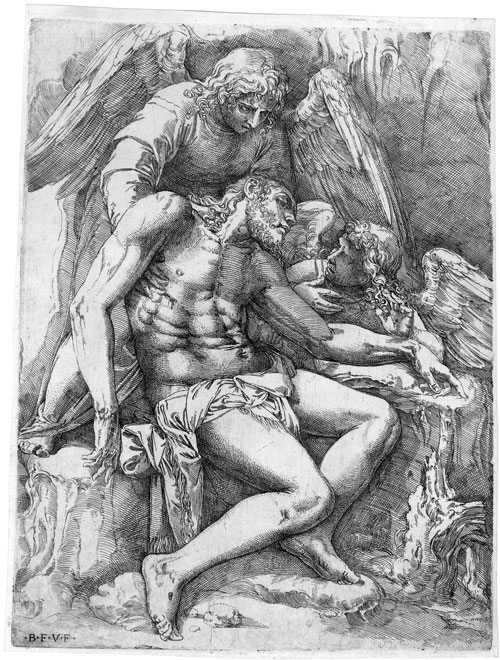
版画作品、「死せるキリスト」
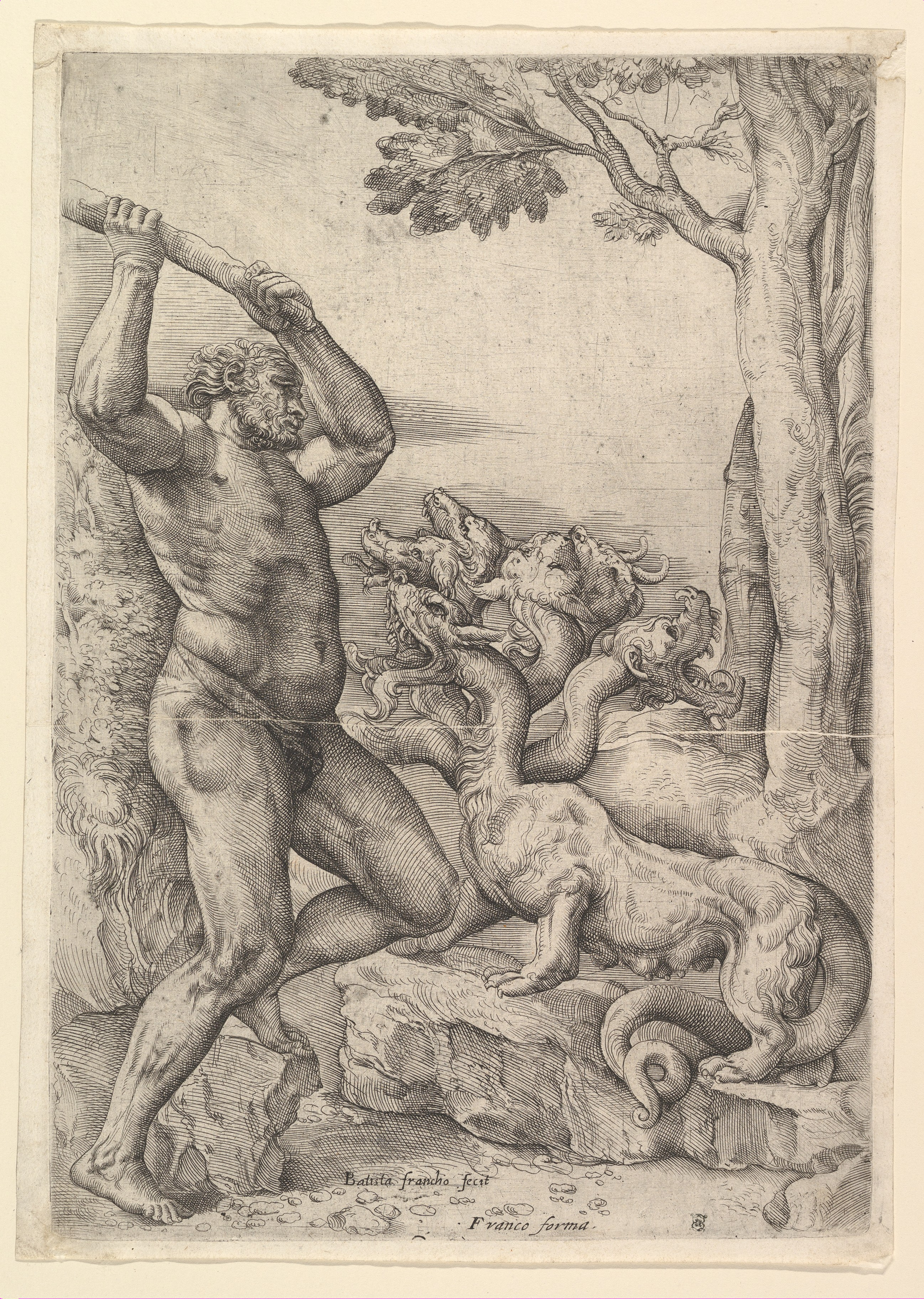
版画作品、「レルネのヒュドラを殺すヘラクレス」